# 松尾山テレビ・FM送信所
松尾山テレビ・FM放送所（まつおさんテレビ・エフエムほうそうしょ）は、奈良県大和郡山市と斑鳩町の境にある松尾山に存在するテレビ、ラジオ放送などの送信所である。

## 概要
松尾山には1970年前後に奈良県をエリアとするテレビジョン放送・FMラジオ放送の親局が設けられた。しかし、デジタル化に伴い、送信所の再編成が行われており、NHK教育（Eテレ）・奈良テレビ放送のデジタルテレビは、親局が生駒山東側中腹の生駒山テレビ・FM送信所に設置された。テレビに関しては、アナログ放送終了後はNHK奈良放送局の総合テレビのみが松尾山に送信施設を構える事になる。

## 送信設備
アナログテレビ放送は2011年7月24日で終了
| リモコン キーID | 放送局名                         | コールサイン     | チャンネル/ 周波数（MHz） | 空中線電力        | ERP                   | 放送区域 内世帯数 |
| --------------- | -------------------------------- | ---------------- | ------------------------- | ----------------- | --------------------- | ----------------- |
| -               | NHK 奈良FM                       | JOUP-FM          | 87.4                      | 500W              | 1.2kW                 | -                 |
| 1               | NHK 奈良デジタル総合             | JOUP-DTV         | 31                        | 100W              | 1.3kW                 | 約44万世帯        |
| -               | NHK 大阪アナログEテレ 奈良中継局 | 中継局のためなし | 48                        | 映像10W/ 音声2.5W | 映像96W/ 音声24W      | 不明              |
| -               | NHK 奈良アナログ総合             | JOUP-TV          | 51                        | 映像1kW/ 音声250W | 映像8.3kW/ 音声2.08kW | 不明              |
| -               | TVN 奈良テレビ放送 アナログ      | JONM-TV          | 55                        | 映像1kW/ 音声250W | 映像8.3kW/ 音声2.08kW | 不明              |

### 備考
1. NHK教育は近畿広域圏を放送エリアとする大阪局の中継局としての扱い。デジタルテレビでは生駒山テレビ・FM送信所からの大阪親局直接受信に方針が変更された。